# 乳酸锌
乳酸锌是一种化合物，化学式为Zn(C3H5O3)2。它可由乳酸钙和硫酸锌反应，或由乳酸和氧化锌反应制得。它存在无水物和水合物，其吸附水在70 °C失去，结晶水在120 °C脱除。大鼠实验表明它的生物利用率是葡萄糖酸锌的1.3~1.5倍。它可用作乳酸合成丙交酯的催化剂。